# کانا موری
کانا موری (انگلیسی: Kanna Mori؛ زادهٔ ۲۲ ژوئن ۱۹۸۸) بازیگر اهل کشور ژاپن است. وی از سال ۲۰۰۷ میلادی تاکنون مشغول فعالیت بوده‌است. از فیلم هایی که وی در آنها بازی کرده است میتوان به مجموعه تلویزیونی خواهر عزیز اشاره کرد.